# Damenbundesliga 2023 (Football)
Die Damenbundesliga (DBL) 2023 war die 32. Saison in der höchsten Spielklasse des American Football in Deutschland für Frauen.
Das Eröffnungsspiel der regulären Saison fand am 3. Juni 2023 zwischen den Munich Cowboys Ladies und Erlangen Rebels statt, der letzte Spieltag war am 24. September 2023. Im Anschluss an die reguläre Saison fanden die Play-offs statt, in denen die Teilnehmer des Ladiesbowl XXX ermittelt wurden. Dieser fand am 21. Oktober 2023 in Hamburg statt.

## Modus
In der Saison 2023 traten insgesamt sieben Teams in zwei Gruppen an (Gruppe Nord mit drei, Gruppe Süd mit vier Teams). Jede dieser Gruppen hat ein doppeltes Rundenturnier ausgetragen, wobei jedes Team einmal Heimrecht hatte. Nach jeder Partie hat die siegreiche Mannschaft zwei und die besiegte null Punkte erhalten. Bei einem Unentschieden hat jede Mannschaft einen Punkt erhalten. Die Punkte des Gegners wurden als Minuspunkte gerechnet. Nach Beendigung des Rundenturniers wurde eine Rangliste ermittelt, bei der zunächst die Anzahl der erzielten Punkte entscheidend war. Bei Punktgleichheit wurde mittels des direkten Vergleichs entschieden.
Nach den Rundenturnieren spielten die jeweils besten zwei Mannschaften in einer Play-off-Runde um die deutsche Meisterschaft.
In den Play-offs um die Meisterschaft wurde über Kreuz gespielt. Das heißt, der Gruppenerste spielte gegen den Zweiten der jeweils anderen Gruppe in einem Halbfinale. Entsprechend spielte der Gruppenzweite gegen den Ersten der jeweils anderen Gruppe. Hierbei erhielten die Gruppenersten jeweils Heimrecht. Die Sieger der beiden Halbfinals traten im Ladiesbowl XXX gegeneinander an.

## Teams
In der Gruppe Nord haben die folgenden Teams am Ligabetrieb teilgenommen:
- Berlin Kobra Ladies
- Hamburg Amazons
- Kiel Baltic Hurricanes Ladies

In der Gruppe Süd haben die folgenden Teams am Ligabetrieb teilgenommen:
- Erlangen Rebels
- Munich Cowboys Ladies
- Saarland LadyCanes
- Stuttgart Scorpions Sisters

## Reguläre Saison
Die reguläre Saison begann am 3. Juni 2023 und endete am 24. September 2023.
In der Gruppe Nord war ein Team weniger im Vergleich zur Vorsaison vertreten, da die Hamburg Blue Devilyns freiwillig in die DBL2 abgestiegen sind. Im Süden war mit den Saarland LadyCanes ein Team mehr vertreten, die sich aufgrund ihres Gruppensiegs 2022 in der DBL2 für den Aufstieg entscheiden konnten.

### Spiele
Gruppe Nord – Gruppe Süd
| Woche 1      | Woche 1                        | Woche 1 | Woche 1            |
| Datum        | Heim                           | Erg.    | Auswärts           |
| ------------ | ------------------------------ | ------- | ------------------ |
| 3. Juni 2023 | Munich Cowboys Ladies          | 51:56   | Erlangen Rebels    |
| 4. Juni 2023 | Stuttgart Scorpions Sisters    | 43:00   | Saarland LadyCanes |
| 4. Juni 2023 | Kiel Baltic Hurricanes Ladies  | 18:40   | Hamburg Amazons    |
|              | Spielfrei: Berlin Kobra Ladies |         |                    |

| Woche 2       | Woche 2                    | Woche 2 | Woche 2                       |
| Datum         | Heim                       | Erg.    | Auswärts                      |
| ------------- | -------------------------- | ------- | ----------------------------- |
| 17. Juni 2023 | Berlin Kobra Ladies        | 66:00   | Kiel Baltic Hurricanes Ladies |
| 17. Juni 2023 | Saarland LadyCanes         | 36:54   | Munich Cowboys Ladies         |
| 18. Juni 2023 | Erlangen Rebels            | 06:17   | Stuttgart Scorpions Sisters   |
|               | Spielfrei: Hamburg Amazons |         |                               |

| Woche 3      | Woche 3                                  | Woche 3 | Woche 3                     |
| Datum        | Heim                                     | Erg.    | Auswärts                    |
| ------------ | ---------------------------------------- | ------- | --------------------------- |
| 1. Juli 2023 | Munich Cowboys Ladies                    | 12:51   | Stuttgart Scorpions Sisters |
| 1. Juli 2023 | Erlangen Rebels                          | 42:12   | Saarland LadyCanes          |
| 1. Juli 2023 | Berlin Kobra Ladies                      | 00:28   | Hamburg Amazons             |
|              | Spielfrei: Kiel Baltic Hurricanes Ladies |         |                             |

| Woche 4           | Woche 4                        | Woche 4 | Woche 4                       |
| Datum             | Heim                           | Erg.    | Auswärts                      |
| ----------------- | ------------------------------ | ------- | ----------------------------- |
| 15. Juli 2023     | Hamburg Amazons                | 62:00   | Kiel Baltic Hurricanes Ladies |
| 16. Juli 2023     | Erlangen Rebels                | 32:15   | Munich Cowboys Ladies         |
| 3. September 2023 | Saarland LadyCanes             | 06:27   | Stuttgart Scorpions Sisters   |
|                   | Spielfrei: Berlin Kobra Ladies |         |                               |

| Woche 5            | Woche 5                                  | Woche 5 | Woche 5             |
| Datum              | Heim                                     | Erg.    | Auswärts            |
| ------------------ | ---------------------------------------- | ------- | ------------------- |
| 9. September 2023  | Stuttgart Scorpions Sisters              | 37:70   | Erlangen Rebels     |
| 10. September 2023 | Hamburg Amazons                          | 13:12   | Berlin Kobra Ladies |
| 10. September 2023 | Munich Cowboys Ladies                    | 30:38   | Saarland LadyCanes  |
|                    | Spielfrei: Kiel Baltic Hurricanes Ladies |         |                     |

| Woche 6/7          | Woche 6/7                     | Woche 6/7 | Woche 6/7             |
| Datum              | Heim                          | Erg.      | Auswärts              |
| ------------------ | ----------------------------- | --------- | --------------------- |
| 16. September 2023 | Kiel Baltic Hurricanes Ladies | 00:53     | Berlin Kobra Ladies   |
| 23. September 2023 | Stuttgart Scorpions Sisters   | abgesagt  | Munich Cowboys Ladies |
| 24. September 2023 | Saarland LadyCanes            | 26:18     | Erlangen Rebels       |
|                    | Spielfrei: Hamburg Amazons    |           |                       |

### Tabellen
| Gruppe Nord | Gruppe Nord                   | Gruppe Nord | Gruppe Nord | Gruppe Nord | Gruppe Nord | Gruppe Nord | Gruppe Nord | Gruppe Nord | Gruppe Nord |    | Gruppe Süd                  | Gruppe Süd | Gruppe Süd | Gruppe Süd | Gruppe Süd | Gruppe Süd | Gruppe Süd | Gruppe Süd | Gruppe Süd | Gruppe Süd |
| #           | Team                          | Sp          | S           | U           | N           | Punkte      | SQ          | TD          | Diff.       | #  | Team                        | Sp         | S          | U          | N          | Punkte     | SQ         | TD         | Diff.      |            |
| ----------- | ----------------------------- | ----------- | ----------- | ----------- | ----------- | ----------- | ----------- | ----------- | ----------- | -- | --------------------------- | ---------- | ---------- | ---------- | ---------- | ---------- | ---------- | ---------- | ---------- | ---------- |
| 1.          | Hamburg Amazons               | 4           | 4           | 0           | 0           | 8:0         | 1,000       | 143:300     | +113        | 1. | Stuttgart Scorpions Sisters | 5          | 5          | 0          | 0          | 10:00      | 1,000      | 175:310    | +144       |            |
| 2.          | Berlin Kobra Ladies           | 4           | 2           | 0           | 2           | 4:4         | 0,500       | 131:410     | 1+90        | 2. | Erlangen Rebels             | 6          | 3          | 0          | 3          | 6:6        | 0,500      | 161:158    | 10+3       |            |
| 3.          | Kiel Baltic Hurricanes Ladies | 4           | 0           | 0           | 4           | 0:8         | 0,000       | 018:221     | −203        | 3. | Saarland LadyCanes          | 6          | 2          | 0          | 4          | 4:8        | 0,333      | 118:214    | 1−96       |            |
|             |                               |             |             |             |             |             |             |             |             | 4. | Munich Cowboys Ladies       | 5          | 1          | 0          | 4          | 2:8        | 0,200      | 162:213    | 1−51       |            |

Erläuterungen: Qualifikation für Play-offs

## Play-offs
|  | Halbfinale | Halbfinale                  | Halbfinale |  |  | Ladiesbowl XXX | Ladiesbowl XXX      | Ladiesbowl XXX |
|  |            |                             |            |  |  |                |                     |                |
|  |            |                             |            |  |  |                |                     |                |
|  | S1         | Stuttgart Scorpions Sisters | 0          |  |  |                |                     |                |
|  | N2         | Berlin Kobra Ladies         | 7          |  |  |                |                     |                |
|  |            |                             |            |  |  | N1             | Hamburg Amazons     | 26             |
|  |            |                             |            |  |  | N2             | Berlin Kobra Ladies | 0              |
|  | N1         | Hamburg Amazons             | 82         |  |  |                |                     |                |
|  | S2         | Erlangen Rebels             | 13         |  |  |                |                     |                |
|  |            |                             |            |  |  |                |                     |                |

### Halbfinale
|                      |                                |  |                             |                         |                     |  |             |
|                      | Stuttgart 7. Oktober 15:00 Uhr |  | Stuttgart Scorpions Sisters | \| \| 0 : 7 \| \| \| \| | Berlin Kobra Ladies |  | TUS 1 Platz |
| (0:0, 0:7, 0:0, 0:0) | Stuttgart 7. Oktober 15:00 Uhr |  | Stuttgart Scorpions Sisters |                         | Berlin Kobra Ladies |  | TUS 1 Platz |
|                      | 0 : 7                          |  |                             |                         |                     |  |             |
|                      |                                |  |                             |                         |                     |  |             |

|                          |                              |  |                 |                           |                 |  |                    |
|                          | Hamburg 8. Oktober 12:00 Uhr |  | Hamburg Amazons | \| \| 82 : 13 \| \| \| \| | Erlangen Rebels |  | Pioneers Homefield |
| (40:7, 14:0, 14:6, 14:0) | Hamburg 8. Oktober 12:00 Uhr |  | Hamburg Amazons |                           | Erlangen Rebels |  | Pioneers Homefield |
|                          | 82 : 13                      |  |                 |                           |                 |  |                    |
|                          |                              |  |                 |                           |                 |  |                    |

### Ladiesbowl XXX
|                       |                               |  |                 |                          |                     |  |                    |
|                       | Hamburg 21. Oktober 15:00 Uhr |  | Hamburg Amazons | \| \| 26 : 0 \| \| \| \| | Berlin Kobra Ladies |  | Pioneers Homefield |
| (0:0, 16:0, 3:0, 7:0) | Hamburg 21. Oktober 15:00 Uhr |  | Hamburg Amazons |                          | Berlin Kobra Ladies |  | Pioneers Homefield |
|                       | 26 : 0                        |  |                 |                          |                     |  |                    |
|                       |                               |  |                 |                          |                     |  |                    |